# Lasiacis
Lasiacis es un género de plantas herbáceas perteneciente a la familia de las poáceas. Es originario de América tropical y subtropical. Comprende 35 especies descritas y de estas, solo 15 aceptadas.

## Descripción
Son plantas perennes, raramente anuales, cespitosas y erectas, trepadoras o rastreras; plantas hermafroditas o polígamas. Vainas redondeadas; lígula una membrana; láminas lineares a ovadas, aplanadas, generalmente sin pseudopecíolos. Inflorescencia una panícula abierta o contraída; espiguillas subglobosas, obovoides o elipsoides, colocadas oblicuamente sobre el pedicelo, con 2 flósculos; desarticulación por debajo de las glumas, la espiguilla caediza como una unidad; glumas y lema inferior abruptamente apiculadas, lanosas apicalmente, negro brillantes y con la epidermis interior aceitosa en la madurez, gluma inferior 1/3–2/3 la longitud de la espiguilla, 5–13-nervia, gluma superior y lema inferior casi tan largas como la espiguilla inferior, 7–15-nervias; flósculo inferior estéril o estaminado; pálea inferior 1/4 a tan larga como la lema inferior; flósculo superior bisexual; lema y pálea superior fuertemente endurecidas, lanosas apicalmente en ligeras excavaciones; lodículas 2; estambres 3; estigmas 2. Fruto una cariopsis; embrión ca 1/2 la longitud de la cariopsis, hilo punteado o cortamente oblongo.

## Taxonomía
El género fue descrito por (Griseb.) Hitchc. y publicado en Contributions from the United States National Herbarium 15: 16. 1910. La especie tipo es: Lasiacis divaricata
Etimología
El nombre del género deriva del griego lasios (lana) y akis (punto), refiriéndose al florete maduro. 

## Especies
- Lasiacis anomala
- Lasiacis divaricata
- Lasiacis grisebachii
- Lasiacis ligulata
- Lasiacis linearis
- Lasiacis nigra
- Lasiacis oaxacensis
- Lasiacis procerrima
- Lasiacis rhizophora
- Lasiacis rugelii
- Lasiacis ruscifolia
- Lasiacis scabrior
- Lasiacis sloanei
- Lasiacis sorghoidea
- Lasiacis standleyi